# 5533 Bagrov
5533 Bagrov (1935 SC) là một tiểu hành tinh vành đai chính được phát hiện ngày 1 tháng 9 năm 1935 bởi Pelageya Shajn ở Simeis.